# Rufina Edith Villa Hernández
Rufina Villa (Cuetzalan del Progreso, Puebla, 26 de agosto de 1955) es una mujer nahua defensora de los derechos de las mujeres indígenas, de la tierra, el territorio y el medio ambiente en México. Es una de las fundadoras del colectivo Masehual Siuamej Mosenyolchikauanij (en español: "Mujeres indígenas que se apoyan") el cual es parte de la Coordinadora Nacional de Mujeres Indígenas y del Comité de Enlace Continental de Mujeres Indígenas. Ha sido secretaria del Consejo del Ordenamiento Territorial Integral de Cuetzalan y candidata a la alcaldía de ese mismo municipio.

## Biografía

### Primeros años
A los 2 años se mudó con su familia de San Andrés Tzicuilan donde concluyó sus estudios de nivel primaria. Su primer empleo lo tuvo a los 14 años y a los 16 años se casó.

### Masehual Siuamej Mosenyolchicauani
En 1985 junto con otras mujeres de su comunidad integró el grupo Masehual Siuamej Mosenyolchicauani para comercializar sus artesanías a precios justos, pero también para crear dinámicas de educación y alfabetización, muchas de las cuales han sido coordinadas por Rufina. En 1997 el colectivo de 45 mujeres inauguró uno de los primeros hoteles del municipio, el Hotel Tazelotzin (lugar de "plantitas") con el principio de hacer reparto equitativo.
La organización ha sido reconocida por su trabajo en la promoción de los derechos de las mujeres indígenas y el derecho a una vida libre de violencia.

### Participación política
En 1998 fue la primera mujer indígena postulada a la presidencia municipal por el Partido de la Revolución Democrática (PRD). La propuesta de su campaña fue crear cabildos abiertos, generar instancias de comunicación entre las comunidades y el municipio, así como impulsar el "respeto a las decisiones y acuerdos de las asambleas comunitarias". En 2018 fue candidata a presidenta municipal por la coalición del Movimiento Regeneración Nacional (Morena), Partido del Trabajo (PT) y el Partido Encuentro Social (PES).

### Defensa del territorio
La trayectoria de Rufina Villa la colocó ante un nuevo escenario, los embates de los proyectos promovidos por los capitales transnacionales como la instalación de un Wal-Mart y la construcción de una subestación eléctrica en el municipio de Cuetzalan o  la megaminería, hidroeléctricas y la extracción de hidrocarburos en el ámbito regional.
Con el acompañamiento de diversas organizaciones, instituciones educativas; la comunidad “masehual” aprobó el 15 de octubre de 2010  el  Plan de Ordenamiento Territorial de Cuetzalan que a diferencia de otros instrumentos, su vigilancia correspondería a un comité nombrado en asamblea, es así como Rufina Edith Villa Hernández es presidenta del Órgano Ejecutivo del Comité de Ordenamiento Territorial Integral de Cuetzalan (COTIC).
Entre los principales trabajos del Comité se encuentra la amplia investigación de los megaproyectos concesionados a empresas transnacionales que afectan directamente al municipio y la región, deteniendo por ejemplo la construcción de un Walmart y la subestación eléctrica de la Comisión Federal de Electricidad (CFE) conocida como “Proyecto de Línea de Alta Tensión Entronque Teziutlan II-Tajín (LAT)”, por este último proyecto fue “indiciada por el delito de obstrucción de obra pública” junto con otras tres personas debido a las movilizaciones del pueblo masehual en noviembre de 2016 y octubre de 2017. Sin embargo el apoyo nacional e internacional para rechazar la criminalización de los integrantes de la COTIC no se hizo esperar, incluyendo el apoyo de Amnistía Internacional lanzó una campaña en su defensa.
Rufina Edith Villa Hernández es alfabetizadora, representante regional de comercialización, promotora de derechos humanos de las mujeres indígenas, de la salud y nutrición, defensora del medio ambiente y territorio.

### Reconocimiento internacional
El 15 de octubre de 2001 viajó a Ginebra Suiza para recibir el premio a “La Creatividad de la Mujer en el Medio Rural” por parte de la Fundación Cumbre Mundial de la Mujer (WWSF) como reconocimiento por su lucha por los derechos de la mujer.

## Publicaciones
- 2019. El buen vivir en nuestros pueblos indígenas en Ideal. Fundación Ideal y esperanza, A. C., Número 03. Páginas 68-81.[18]
- 2017. Hilando nuestras historias. El Camino recorrido hacia una vida digna. Masehual Siuamej Mosenyolchicauani.[19] El libro recoge las experiencias de mujeres de siete comunidades que conforman el colectivo Masehual : San Andrés Tzicuilan, San Miguel Tzinacapan, Cuauhtamazaco, Pepextla, Xiloxochico y Chicueyaco, para que contaran la experiencia de la organización en 31 años de trabajo.
- 2012. «Las mujeres nahuas y su experiencia del Juzgado Indígena de Cuetzalan, Puebla». Género, complementariedades y exclusiones en Mesoamérica y los Andes (Espiral estudios sobre Estado y sociedad) 22 (62): 245-253.
- 2003. «La cultura indígena y los derechos de las mujeres». Diagnóstico de la discriminación hacia las mujeres indígenas (México: Comisión Nacional para el Desarrollo de los Pueblos Indígenas).